# Sektorowy Program Operacyjny Transport
Sektorowy Program Operacyjny Transport (SPOT) – sektorowy program operacyjny wspomagający realizację Narodowego Planu Rozwoju (NPR)/Podstaw Wsparcia Wspólnoty na lata 2004–2006.
Obecnie na program ten składają się:
- priorytet 1 - zrównoważony gałęziowo rozwój transportu: rozwój efektywnych i alternatywnych w stosunku do transportu drogowego sposobów przemieszczania pasażerów i towarów (stymulowanie rozwoju atrakcyjnej oferty przewozów kolejowych, morskich i multimodalnych)
- priorytet 2 - bezpieczniejsza infrastruktura drogowa: zapewnienie poprawy bezpieczeństwa i warunków funkcjonowania transportu drogowego poprzez poprawę jakości sieci drogowej, usunięcie tzw. "czarnych punktów" na drogach, budowę autostrad, przebudowę dróg krajowych i ich przebiegów przez miasta oraz działania z zakresu organizacji ruchu drogowego
- priorytet 3 - pomoc techniczna: wsparcie efektywnego wykorzystania środków uzyskanych w ramach Programu, a także na promocję i kampanię informacyjną SPOT.

## Realizowane projekty

### Transport drogowy
W ramach programu na drogach krajowych w Polsce realizowanych jest 13 projektów (stan na 4 września 2006):
| Lp. | Opis projektu | Nr drogi | Długość odcinka                          | Termin rozpoczęcia                                                   | Termin zakończenia             | Wartość kontraktu | Udział SPOT | Serwis www |
| --- | --- | -------- | ---------------------------------------- | -------------------------------------------------------------------- | ------------------------------ | ----------------- | ----------- | ---------- |
| 1.  | Przebudowa drogi krajowej nr 7 na odcinku Białobrzegi – Jedlińsk do standardów dwujezdniowej drogi ekspresowej                                                  | S7       | ok. 15 km                                |                                                                      | 19 miesięcy                    | 404 mln zł        | 75%         |            |
| 2.  | Przebudowa drogi krajowej nr 68 na odcinku Kukuryki - Wólka Dobryńska                                                                                           | DK68     | 5,19 km                                  | 28 lipca 2005                                                        | 28 grudnia 2006                | 17,3 mln zł       | 75%         |            |
| 3.  | Przebudowa drogi krajowej nr 3 na odcinku Sulechów - Racula | S3       | 20,72 km                                 |                                                                      |                                | 50 mln zł         | 75%         |            |
| 4.  | Budowa obwodnicy miejscowości Kobylanka, Morzyczyn i Zieleniewo w ciągu drogi krajowej nr 10                                                                    | DK10     | 8,77 km – droga główna 1,2 km – łącznica | 30 lipca 2005                                                        | 29 kwietnia 2007               | 103,5 mln zł      | 75%         |            |
| 5.  | Przebudowa drogi krajowej nr 7 na odcinku Elbląg - Jazowa | DK7      | 14,12 km                                 | 1 września 2005                                                      | luty 2007                      | 215,2 mln zł      |             |            |
| 6.  | Budowa autostrady A6 na odcinku Klucz - Kijewo | A6       | 7,73 km                                  | 23 września 2005                                                     | 22 czerwca 2007                | 143,1 mln zł      | 75%         |            |
| 7.  | Budowa obwodnicy miejscowości Hrebenne w ciągu drogi krajowej nr 17 (cz.I) wraz z remontem drogi krajowej nr 17 na odcinku Tomaszów Lubelski - Hrebenne (cz.II) | DK17     | 2 km – cz. I 12,13 km – cz. II           | 7 lipca 2006 6 marca 2006                                            | 6 grudnia 2007 5 września 2007 | 75,6 mln zł       | 75%         |            |
| 8.  | Przebudowa drogi krajowej nr 22 na odcinku Elbląg - Grzechotki                                                                                                  | DK22     | ok. 50 km                                |                                                                      | maj 2008                       |                   |             |            |
| 9.  | Budowa obwodnicy miasta i mostu przez Wisłę w Puławach | S12      | 12,71 km - obwodnica 1038,2 m - most     | 7 marca 2006                                                         | 6 kwietnia 2008                | 396 mln zł        | 74,18%      |            |
| 10. | Modernizacja autostrady A4 na odcinku Balice - Opatkowice | A4       | 17,1 km                                  | podpisanie kontraktu ok. połowy września 2006                        |                                | 155,4 mln zł      | 35,96%      |            |
| 11. | Obwodnica Grójca w ciągu drogi krajowej nr 7 | S7       |                                          |                                                                      |                                |                   |             |            |
| 12. | Przebudowa drogi krajowej nr 7 na odcinku Grójec - Białobrzegi                                                                                                  | S7       | 17 km                                    | przetarg ogłoszony 30 sierpnia 2006 oferty otwarto 17 listopada 2006 |                                | 450 mln zł        |             |            |
| 13. | Przebudowa 25 niebezpiecznych skrzyżowań | —        | —                                        |                                                                      |                                | 71,3 mln zł       | 61%         |            |